# リカルド・サンチェス
リカルド・サンチェス（Richard Sánchez、1994年4月5日 - ）は、アメリカ合衆国出身のサッカー選手。ロサンゼルス・ギャラクシー所属。ポジションはGK。

## クラブ経歴
2011年2月、FCダラスとホームグロウンプレーヤー契約を結んだ。出場機会は得られていなかったが、2012年シーズンに契約を延長。
2013年7月、北米サッカーリーグのフォートローダーデール・ストライカーズに期限付き移籍。8月3日の試合でプロデビューを果たした。
2014年6月、メキシコのUANLティグレスに移籍。その後、直ぐに古巣FCダラスに期限付き移籍で復帰。幾度かのレンタル移籍を経て、2017年夏にUANLティグレスを退団。
2017年8月、シカゴ・ファイアーFCに加入。
2019年11月26日、MLSリエントリードラフトでスポルティング・カンザスシティに指名された。
2022年1月18日、ロサンゼルス・ギャラクシーに移籍した。

## 代表歴
U-17メキシコ代表の一員として参加した2011 FIFA U-17ワールドカップでは中心選手として大会制覇に貢献した。2013 FIFA U-20ワールドカップでも引き続きレギュラーとして参加した。

## タイトル

### 代表
U-17メキシコ代表
- FIFA U-17ワールドカップ: (1)

2011
U-20メキシコ代表
- CONCACAF U-20選手権: (1)

2013